# Domenico Maria da Novara
Domenico Maria da Novara (auch Domenico Maria da Novara oder Ploti Ferrariensis; * 29. Juli oder 1. August 1454 in Ferrara; † 15. August oder 18. August 1504 in Bologna) war Mathematiker, Astronom und Sterndeuter; seit 1483 war er Professor an der Universität Bologna.

## Leben und Wirken
Domenico Maria da Novara bezeichnete sich als Schüler von Regiomontanus, der in Wien Mathematik und Astronomie gelehrt hatte. Zu Beginn des 16. Jahrhunderts waren Astronomie und Astrologie nicht klar geschieden. Novara verstand sich als jemand, der die mathematische Basis für persönliche und politische Prognostik durch präzise Beobachtung schuf.
Er galt als hervorragender Beobachter; er hatte Zweifel am damaligen ptolemäischen geozentrischen Weltsystems, wie Randbemerkungen in Büchern zeigen. Diese Zweifel dürfte er seinem begabten Schüler beim Studium der Lehren von Regiomontanus und Georg von Peuerbach übermittelt haben. Die beiden Autoren hatten einen ausführlichen Kommentar zum Almagest des Claudius Ptolemäus verfasst, der 1496 in Venedig neu herausgegeben worden war.
Domenico Maria da Novara gilt als Lehrer und Mentor von Nikolaus Kopernikus. Laut Kopernikus De revolutionibus orbium coelestium beobachteten beide gemeinsam am 9. März 1497 eine Bedeckung des Sterns Aldebaran durch den Mond sowie am 9. Januar 1500 und am 4. März 1500 eine Konjunktion des Saturns mit dem Mond.

## Weiterführende Literatur
- Maximilian Curtze: Domenico Maria Novara da Ferrara, der Lehrer des Copernicus in Bologna. In: Altpreussische Monatsschrift. Bd. 6, 1869, ISSN 0258-4077, S. 735–743, Online.
- Maximilian Curtze: Berichtigungen zu dem Aufsatze: Domenico Maria Novara da Ferrara. In: Altpreussische Monatsschrift. Bd. 7, 1870, S. 253–256.
- Maximilian Curtze: Über einige bis jetzt unbekannte gedruckte Schriften des Domenico Maria Novara da Ferrara. In: Altpreussische Monatsschrift. Bd. 7, 1870, S. 515–521.
- Maximilian Curtze: Weitere Notizen über bis jetzt unbekannte gedruckte Schriften des Domenico Maria Novara da Ferrara. In: Altpreussische Monatsschrift. Bd. 7, 1870, S. 726–727.
- Edward Rosen: Novara. In: Charles Coulston Gillispie (Hrsg.): Dictionary of Scientific Biography. Band 10: S. G. Navashin – W. Piso. Scribner, New York NY 1981, ISBN 0-684-16967-3, S. 153–154.

| Personendaten    | Personendaten                                  |
| ---------------- | ---------------------------------------------- |
| NAME             | Novara, Domenico Maria da                      |
| ALTERNATIVNAMEN  | Ferrara, Domenico Maria da; Ploti Ferrariensis |
| KURZBESCHREIBUNG | Astronom                                       |
| GEBURTSDATUM     | 29. Juli 1454 oder 1. August 1454              |
| GEBURTSORT       | Ferrara                                        |
| STERBEDATUM      | 15. August 1504 oder 18. August 1504           |
| STERBEORT        | Bologna                                        |